# 禾草

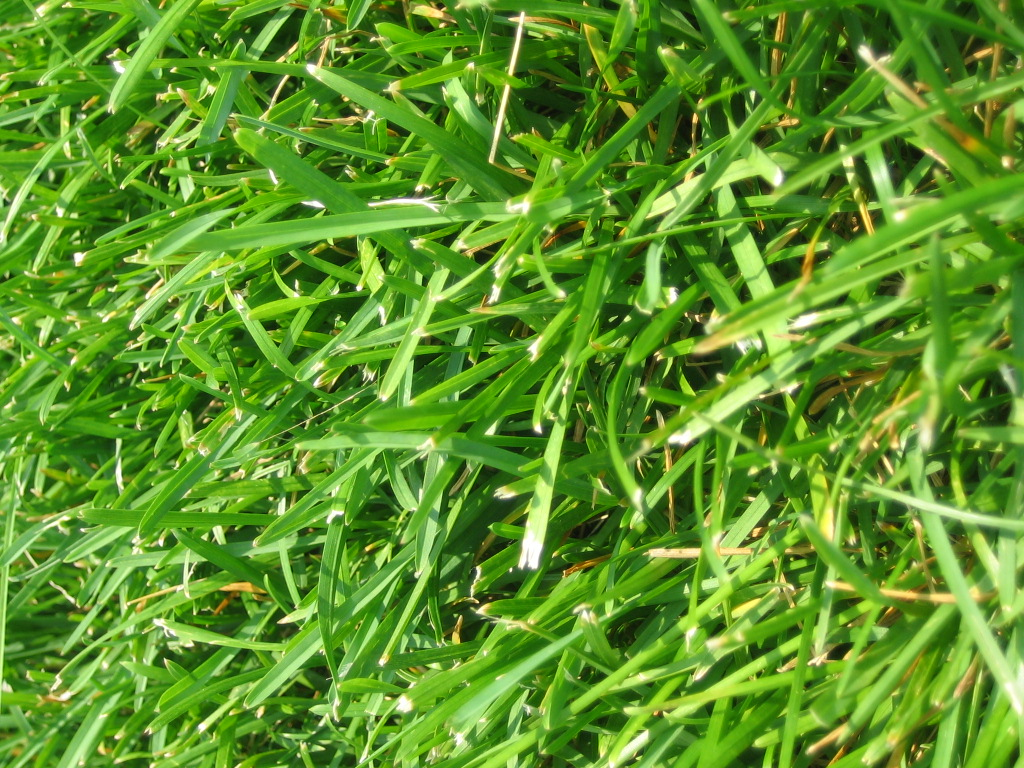
禾草

禾草，俗称草、青草，是单子叶植物。它们包括“真草”（禾本科，Gramineae）的植物家族成員，以及莎草（Cyperaceae）和灯芯草（Juncaceae）。
“真草”，包括穀物、竹子和草坪的草（turf）。
莎草包括许多野生沼泽和草原植物，如马蹄（荸荠椇）和纸莎草（Cyperus papyrus）。
禾草用途包括食物（如穀物、发芽谷物、茎或根茎）、穀物發酵酒類（啤酒、威士忌、伏特加）、牲畜的牧场、茅草、造纸、燃料、服装、保温、建筑、运动草坪、编织篮子等等。